# Toddington Narrow Gauge Railway
| North Gloucestershire Railway           | North Gloucestershire Railway |
| --------------------------------------- | ----------------------------- |
| Zug der Toddington Narrow Gauge Railway |                               |
| Streckenlänge:                          | 0,8 km                        |
| Spurweite:                              | 610 mm (2-Fuß-Spur)           |
|                                         |                               |

Die Toddington Narrow Gauge Railway (NGR), bis 2018 North Gloucestershire Railway, ist eine Museums-Schmalspurbahn mit einer Spurweite von 2 Fuß (610 mm). Sie verläuft parallel zur normalspurigen Gloucestershire and Warwickshire Railway bei Toddington in Central Bedfordshire. Die Bahn wurde 1985 gebaut, als die Dowty Railway Preservation Society eine neue Heimat für ihre Sammlung von Schmalspurfahrzeugen suchte. Die Schienen wurden von der Southend Pier Railway gekauft.

## Lokomotiven
| Name                | Hersteller       | Typ     | Bemerkungen                                     |
| ------------------- | ---------------- | ------- | ----------------------------------------------- |
| Chaka’s Kraal No. 6 | Hunslet          | 0-4-2T  | Betriebsbereit, 2015 wieder in Betrieb genommen |
| Justine             | Jung             | 0-4-0WT | Betriebsbereit                                  |
| № 1091              | Henschel         | 0-8-0T  | Betriebsbereit                                  |
| Sena 15             | Henschel         | 0-8-0T  | Verkauft                                        |
|                     | Hunslet          | 4wDH    | Betriebsbereit                                  |
|                     | Ruston & Hornsby | 4wDM    | Betriebsbereit                                  |
|                     | Ruston & Hornsby | 4wDM    | Betriebsbereit                                  |
|                     | Lister           | 4wDM    | Betriebsbereit                                  |
|                     | Motor Rail       | 4wPM    | Betriebsbereit                                  |
| Bryn Eglwys         | Simplex          | 4wDM    | Betriebsbereit                                  |